# Mimela pekinensis
Mimela pekinensis är en skalbaggsart som beskrevs av Lucas Friedrich Julius Dominikus von Heyden 1886. Mimela pekinensis ingår i släktet Mimela och familjen Rutelidae. Utöver nominatformen finns också underarten M. p. coreana.